# Eugène-Nestor de Kermadec
 Eugène-Nestor de Kermadec  (* 21. Mai 1899 in Paris; † 12. April 1976 ebenda) war ein französischer Maler und Grafiker. Er gehört zu den bedeutenden Vertretern der französischen Abstrakten Malerei und des Kubismus im 20. Jahrhundert.

## Leben
Eugene de Kermadec war Sohn eines Gymnasiallehrers aus Guadeloupe. Er studierte von 1915 bis 1917 Bildhauerei an der École des Arts Decoratifs und später Zeichnung an der École des Beaux-Arts in Paris. Eugene de Kermadec gehörte zur Szene der künstlerischen Avantgarde im Paris dieser Zeit. Sein früher Stil ist der Kubismus. Im Jahr 1929 freundete er sich mit Chaim Soutine, Amedeo Modigliani und Robert Desnos an. Ab dieser Zeit stellte er im Salon des Indépendants in Paris und bei anderen Gruppenausstellungen aus. Seine erste Einzelausstellung fand 1929 in der Galerie Simon in Paris statt.
Seine Malerei begann später fast ausschließlich nur noch den weiblichen Körper zu thematisieren, dessen plastische Formen Eugene de Kermadec in abstrahierende Flächen und klare Linien übersetzte.
Die Galerie Leiris in Paris widmete ihm Ausstellungen in den Jahren 1946 und 1957, 1973 und 1977. Eugene de Kermadec nahm an zahlreichen Ausstellungen im Ausland teil (Berlin 1929, Tokio 1933, Toronto 1949, Stuttgart 1960 usw.). Im Jahr 1959 war de Kermadec Teilnehmer der documenta 2 in Kassel in der Abteilung Malerei. Eugène de Kermadec ist auch als Tennisspieler und danach als internationaler Tennisschiedsrichter bekannt. Er war ein guter Freund von Francis Ponge, für dessen Bücher er Illustrationen fertigte.